# Bureau Veritas
Bureau Veritas is als classificatiebureau opgericht te Antwerpen in 1828 en kort daarna gevestigd in Parijs. 

## Activiteiten
De hoofdactiviteiten zijn inspectie, certificatie, testen en trainen. De diensten worden aangeboden aan een breed scala van bedrijven als het gaat om kwaliteit, gezondheid, veiligheid en milieu. Bureau Veritas telde in 2023 ongeveer 400.000 klanten.
De sectoren waarin Bureau Veritas actief is zijn:
- vastgoed en infrastructuur
- energie en processen
- fabrieksindustrie
- telecom en elektronica
- vervoer en logistiek
- agro-industrie
- gezondheid
- scheepvaart
- internationale handel
- lucht- en ruimtevaart

Bureau Veritas is aanwezig in 140 landen en heeft een netwerk van bijna 600 kantoren en laboratoria.

## Geschiedenis
In 1828 werd de basis gelegd met de oprichting van het Informatiebureau voor Maritieme Verzekeringen in Antwerpen. Doel was het verzamelen van informatie over de staat van schepen en te verifiëren voor verzekeraars. Later werd de naam gewijzigd in Bureau Veritas en verplaatste de statutaire zetel naar Parijs. het bouwde een internationaal netwerk op.
Vanaf de jaren 1920 breidde de activiteiten zich uit buiten de scheepvaart. Het ging ook inspecties uitvoeren van metalen onderdelen en apparatuur voor de spoorwegindustrie en het uitvoeren van technische tests in de luchtvaart- en auto-industrie en de bouwsector. Het eerste laboratorium werd geopend nabij Parijs om metallurgische en chemische analyses en testdiensten voor bouwmaterialen uit te voeren.
In de jaren 1990 werd het netwerk wereldwijd uitgerold en werden de diensten en meer en meer landen aangeboden.
De aandelen van Bureau Veritas zijn vanaf 24 oktober 2007 beursgenoteerd.
In januari 2025 kwamen berichten naar buiten dat het bedrijf in gesprek is met SGS. Zouden de twee tot overeenstemming komen, dan ontstaat de grootste aanbieder van laboratoriumtesting en inspectie- en certificeringsdiensten. Het Zwitserse SGS, in 1878 opgericht als keuringshuis voor granen, is groter en telt 2600 kantoren en laboratoria met bijna 100.000 werknemers. Twee weken later zijn de gesprekken al weer gestaakt zonder resultaat.